# Houlette
Houlette – miejscowość i gmina we Francji, w regionie Nowa Akwitania, w departamencie Charente.
Według danych na rok 1990 gminę zamieszkiwały 373 osoby, a gęstość zaludnienia wynosiła 52 osób/km² (wśród 1467 gmin regionu Poitou-Charentes Houlette plasuje się na 650. miejscu pod względem liczby ludności, natomiast pod względem powierzchni na miejscu 985.).